# Bullou

Bullou este o comună în departamentul Eure-et-Loir, Franța. În 2015 avea o populație de 238 de locuitori.